# Zdeněk Fibich

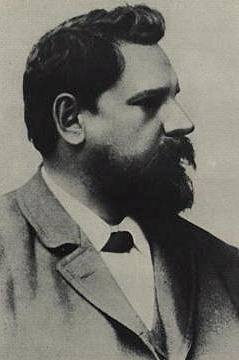
Zdeněk Fibich.

Zdeněk Fibich, född 21 december 1850, död 15 oktober 1900, var en tjeckisk tonsättare.
Fibich utbildade sig i Prag och Leipzig. Han blev 1876 2:e kapellmästare vid nationalteatern i Prag och 1878 kördirigent vid ryska kyrkan där. Fibich ägde huvudsakligen sina rötter i den tyska romantikens tonkonst. Hans verk hade inte en så utpräglat nationellt tjeckisk ton som Bedřich Smetanas eller Antonín Dvořáks. Hans skapande inriktades främst mot operan och melodramen, bland annat operorna Bukovín (1874), Blaník (1881) och Bruden från Messina (1884), den melodramiska scentrilogin Hippodamia, operorna Stormen (1895, efter Shakespeares verk), Hedy (1897), Šárka (1898) samt Arkonas fall (1900). Därjämte skapade han ett flertal ouvertyrer, symfoniska dikter (varibland den poetiskt starkt inspirerade Kväll 1893), tre symfonier, kammarmusik och klaverlyrik (däribland det stora samlingsverket Stimmungen, Eindrücke und Erinnerungen.